# Gorisa
Gorisa – wieś w Gruzji, w regionie Imeretia, w gminie Saczchere. W 2014 roku liczyła 1087 mieszkańców.